# تادئوش خمیلفسکی
تادئوش خمیلفسکی (لهستانی: Tadeusz Chmielewski؛ ۷ ژوئن ۱۹۲۷ – ۴ دسامبر ۲۰۱۶) یک کارگردان فیلم، فیلم‌نامه‌نویس، تهیه‌کننده فیلم اهل لهستان بود.
او دانش‌آموختهٔ مدرسه فیلم لودز بود و بابت آثارش، برندهٔ نشان عقاب در مراسم جوایز فیلم لهستان و همچنین جایزهٔ گلوریا آرتیس شد.
از فیلم‌ها یا برنامه‌های تلویزیونی که وی در آن نقش داشته‌است، می‌توان به کونوپیلکا، چگونه جنگ جهانی دوم را آغاز کردم و از دوشنبه‌ها بیزارم اشاره کرد.